# Ralph C. Hollingworth
Ralph Cooper Hollingworth (1912-1972), var en britisk kommandørkaptajn, der i en periode boede i Danmark. Han var fra 1940-45   leder af den danske sektion af SOE. Han rekrutterede agenter til træning og senere udsendelse til Danmark og ledede deres virksomhed i landet i samarbejde med den danske hærs efterretningstjeneste og senere også med Frihedsrådet. Hollingworth inddrog i vid udstrækning danskere på ledende poster i sektionens arbejde i London. Danmark stod dog i lang tid lavt på SOEs prioritetsliste, hvilket hæmmede hans virke.

## Ordner og dekorationer
- Officer of the Order of the British Empire – engelsk dekoration, den militære udgave.
- Medal of Freedom – amerikansk dekoration, (Bronze Palm udgaven).
- Ridder af Dannebrog